# Apamea derufata
Apamea derufata là một loài bướm đêm trong họ Noctuidae.